# Gustavo Gallinal
Gustavo Gallinal Carvajal (Montevideo, 18 de marzo de 1889 - 23 de diciembre de 1951) fue un abogado, historiador, escritor y político uruguayo perteneciente al Partido Nacional.

## Biografía
Hijo del doctor Hipólito Gallinal Conlazo y de doña María Carvajal.
Se graduó como abogado en la Universidad de la República. Integró la Asamblea Constituyente de 1916, participando activamente en la redacción de la Constitución de 1917. 
Militó activamente en el Nacionalismo Independiente, fue varias veces diputado y senador e integró el Consejo Nacional de Administración hasta su disolución por el golpe de Estado de Gabriel Terra en 1933.
Ejerció como Ministro de Ganadería (1945-1947). 
Fue un historiador destacado, creador del Archivo Artigas en 1944 y miembro de honor del Instituto Histórico y Geográfico del Uruguay.
En 1947 presidió la Misión Económica que negoció con Inglaterra la deuda que esta había contraído con Uruguay durante la Segunda Guerra Mundial.
Dedicó gran parte de su tiempo como profesor de literatura en la enseñanza secundaria y ejerció como crítico literario a través de sus intervenciones en el diario El Bien Público.
Uno de sus nietos es el político Francisco Gallinal, del partido Nacional.

## Obras
Narrativa
- Tierra española (1914)
- Hermano lobo y otras prosas (1928)

Ensayo
- El Uruguay hacia la Dictadura (1938)

Crítica literaria
- Letras uruguayas (1967)